# Римска војска
Римска војска подразумева оружане снаге Римске републике (509-31. п. н. е.) и Римског царства (31. п. н. е. до 476. н.е).

### Организација
Главни род војске код Римљана су представљале пешадија (peditatus) и коњица (equitatus). Треба уз то споменути и морнарицу (classis). Војску је пратила и комора (impedimenta), а било је и помоћних чета (auxilia). Највећа војна јединица била је легија (legio) и бројила је обично 6.000 војника. Међутим, Цезареве легије биле су бројчано мање и бројале су по 4.000 момака.
Легија је носила име или по редном броју, или по своме оснивачу. У галском рату је била чувена Цезарева десета легија.
Свака се легија састојала од 10 кохорти (cohors), а кохорта од три манипула (manipulus). Још мања јединица је била центурија (centuria). Оно што је центурија била у пешадији, то је била турма (turma), односно ескадрон у коњици. Турма се састојала од 30 коњаника. Још мања јединица у коњици је била декурија (decuria).
Од бродова се у Коментарима спомињу: ратна лађа (navis longa), брза лађа (navis liburna), теретна лађа (navis oneraria) и извиђачка лађа (navis speculatoria). Према броју весала делиле су се на двовесларке (biremes), тровесларке (triremes) итд.
Поред оперативне војске у војсци је било и занатлија (fabri).

### Чинови
На челу војске налазио се врховни командант (imperator), који је командовао и на копну и на мору. Овај назив су касније носили и римски цареви. Нешто нижи ранг од императора био је војвода (dux), који је управљао војском или делом војске.
Виши официри су били: (legati militum) и (tribuni militum). Ових других, тј. војних трибуна било је по шест у свакој легији. Од својих виших официра Цезар нарочито истиче легата Тита Лабијена, а од трибуна Каја Волусена.
Нижи официри су се звали центуриони (centurio) и њихово је звање одговарало данашњим нижим официрима или подофицирима.
Заповедник коњице је носио назив (praefectus equitum), а флоте (praefectus classis).

### Оружје и опрема
Главно оружје (arma) римске војске је било: мач (gladius), копље (pilum), стрела (sagitta) и штит (scutum и parma). Иначе за копље као и за друго оружје постоји велики број синонима.
Римљани су поред овога познавали и бојне справе (catapulte и baliste) за избацивање стрела и копаља, а употребљавали су праћке (funda и tormentum).
Што се тиче одеће, војници су на глави носили шлемове (cassis и galea) и то углавном у коњици. На себи су имали капут без рукава (tunica) и кабаницу (sagulum) као и кратке панталоне (bracae). На прсима су имали оклопе и штитнике (thorax и lorica) од коже и метала. На ногама су им биле чизме (caliga). Поред тога, сваки војник носи са собом и храну за извесно вријеме као и друге потребне ствари (sarcina).
За покрет, напад или узмицање имали су више бојних труба: (tuba, cornu, lituus, classicum), a за измену страже (bucina).
У бојне знакове спадали су: орао (aquila) и застава (vexillum). Aquila је представљао лик орла, насађен на високу мотку, а vexillum је био комад црвена или бела платна, у форми заставе. Њих су носили орлоноше (aquiliferi) и заставници (signiferi).

### Тактика
Легија се пред борбу постављала у три бојна реда (acies). У првом су биле четири, а у друга два по три кохорте. Трећи бојни ред је обично представљао резерву. Са страна су била крила (cornua) и ту су се налазиле коњица и помоћне чете.
Код кретања војске постојале су три врсте марша: обични (iter iustum), убрзани (iter magnum) и брзи (iter maximum). Обични марш је износио 25–30 km на дан.
Код напада на градове војска се служила покретљивим дрвеним кулама на спратове (turres tabulatae), које су биле на точковима, затим овновима (arietes). То су биле дебеле дрвене греде, које су висиле на ланцима, а чији је предњи део од метала имао фигуру овна. Том се гредом ударало о зидове и настојало да се бедем провали. На бедеме се јуришало и под штитовима, гдје је више војника ступало у облику корњаче (testudo), а употребљавали су се и српови (falces) за разваљивање зидова. Српови су служили и за кидање конопа којим су били везани јарболи.
За одбрану су поред бедема (moenia) служили и јаркови (fossae), шанчеви (aggeres и valla), а биле су и ограде (pinnae-loricae).
Када је требало да се војска одмори или извесно време задржи, подизан је логор („castra“). Он је имао четвртаст облик са капијама на све четири стране. Оне су се звале: porta praetoria, — porta decumana — porta principalis dextra — и p. p. sinistra. У средини се налазио командантов шатор (praetorium), док је остали простор био распоређен на војне јединице између којих су били пролази. Логор су чувале страже (vigiliae), по чему се код Римљана и ноћно време делило на четири вигилије, а дневно на часове (horae).
Ако је војска логоровала преко зиме, то је био зимовник (hiberna).

### Одликовања
За заслуге у војсци делила су се различита одликовања, а звала су се венци (coronae), јер су имала облик венаца, који су били направљени од лишћа или каква метала.
Та одликовања су била:
1. . Добивао га је онај војник који се истакао при опсади логора.
2. се давала ономе ко спасе живот римскога грађанина. То одликовање је Цезар добио код опсаде Митилене.
3. је за онога ко се успне на непријатељске зидове.
4. се давала код победе на мору.
5. је за онога који друге ослободи од опсаде.
6. је одликовање које војник заслужује ако први уђе у непријатељски шанац.

Но, свакако је највеће одликовање било — corona triumphalis. Њега је сенат додељивао војсковођи за победу у рату. То је био венац од ловора, који је приликом тријумфа носио побједник возећи се на Капитол у колима које су возили бели коњи. Уз то је био одевен у шарену тогу (toga picta) и тунику са палмовим гранчицама (tunica palmata). Такву част је Цезар доцније трајно присвојио, па се таквом одјећом користио и кад није био награђен тријумфом.
Мањи се тријумф звао овација (ovatio). У њему је победник ишао пешке или је јахао на коњу.
Ислужени војници (veterani) су по одласку из војске као награду добивали комад земље коју су обрађивали, и то им је служило као нека пензија.